# Jost Vacano
Jost Vacano (Osnabrück, 15 de marzo de 1934) es un director de fotografía alemán que se hizo conocido  internacionalmente por su trabajo de cámara en la película Das Boot y en una serie de películas holandesas y estadounidenses del director Paul Verhoeven .

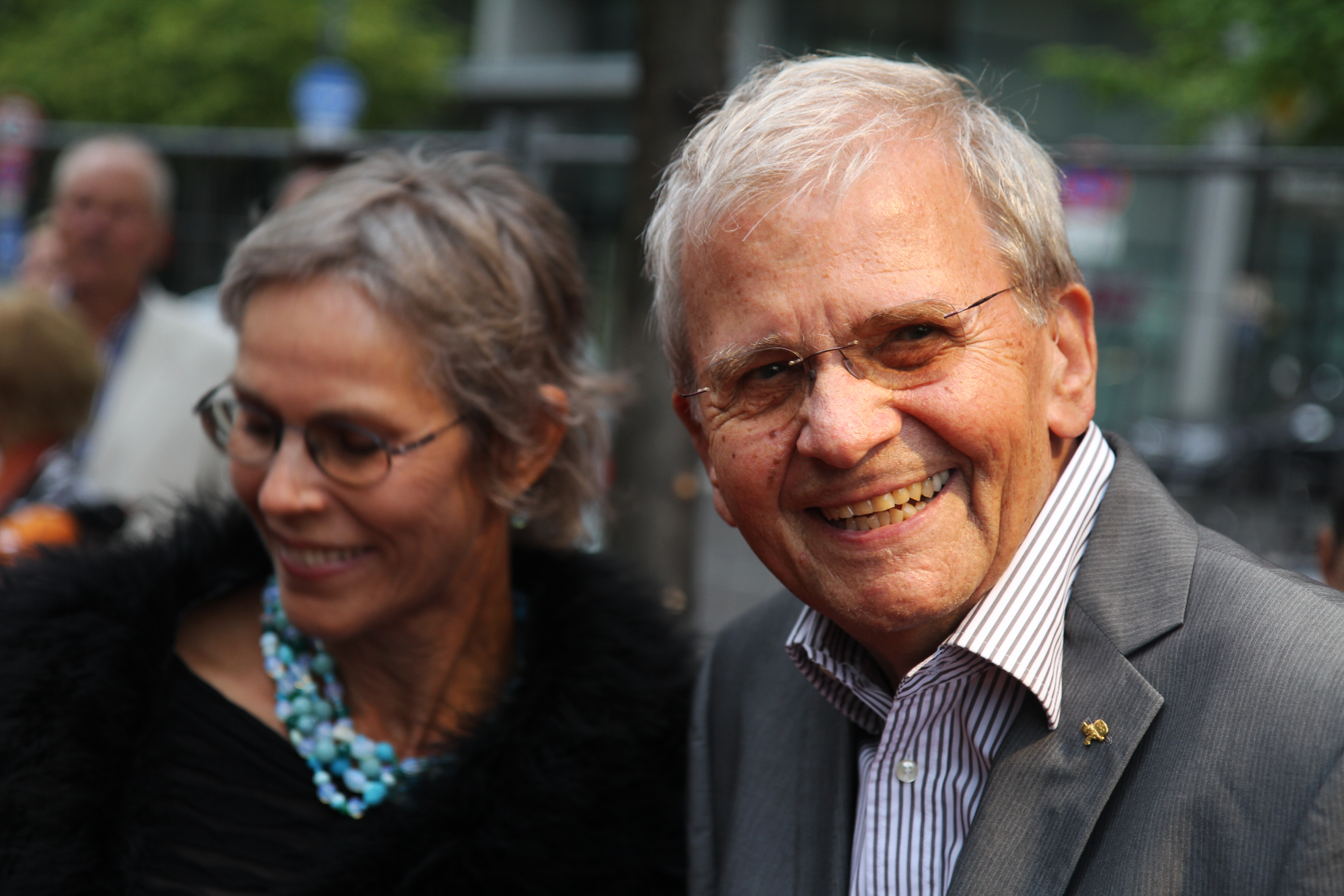
Jost Vacano con su mujer Dagmar (2011)

Jost Vacano se graduó de la escuela secundaria Max Planck en Dortmund en 1954. Además de estudiar ingeniería eléctrica en la Universidad Técnica de Múnich y luego de asistir al Instituto Alemán de Cine y Televisión, la carrera de cámara de Jost Vacano comenzó en la década de 1950 con anuncios publicitarios y documentales. Durante este tiempo trabajó, entre otras cosas, en el documental Moscú 1957 que trataba sobre el Festival Mundial de la Juventud en Moscú y que fue dirigido por Peter Schamoni.
Después de algunas películas de televisión en las que, bajo la dirección de Peter Zadek, participó como camarógrafo, su primer largometraje fue la adaptación literaria Schonzeit für Füchse en 1966, dirigido por Peter Schamoni. Vacano también trabajó con directores de renombre en los años siguientes: entre otros,  el episodio en Tatort-Folge: Kressin und der tote Mann im Fleet y Lección de alemán con Peter Beauvais, así como para Supermarkt y Lieb Vaterland magst ruhig sein (Filmband de oro para mejor cámara) con Roland click.
En 1975, Vacano llegó a la primera fila de los camarógrafos alemanes con su composición cinematográfica en la película El honor perdido de Katharina Blum. Por este trabajo fue galardonado con el Premio de Cine Alemán. En 1983, Jost Vacano, en la 55 edición de Los Premios Oscar estuvo nominado al Oscar a la mejor fotografía  por la versión en cine de Das Boot, película que fue nominada en otras cinco categorías: mejor dirección, mejor guion adaptado, mejor montaje, mejor sonido y mejores efectos de sonido.  
Continuó su colaboración con el director de Das Boot Wolfgang Petersen en 1984 con el trabajo de cámara en la cinta The Neverending Story. En ese momento, sin embargo, ya se había puesto la atención sobre él en los EE. UU. Esto se aplica en particular al director holandés Paul Verhoeven, para el cual Vacano ya había trabajado, una vez en 1977 en El soldado de Orange y  otra vez en 1980 en Spetters. Bajo la dirección de Verhoeven fue inicialmente el responsable de la fotografía en la cinta de 1987 RoboCop. Una cooperación que posteriormente continuó en la película de Schwarzenegger, Total Recall (1990), así como en la fallida producción Showgirls (1995), también en la muy controvertida película Starship Troopers (1997) y en  Hollow Man (2000). Esta última película marcaría el final de la lista de producciones en las que participó Jost Vacano.

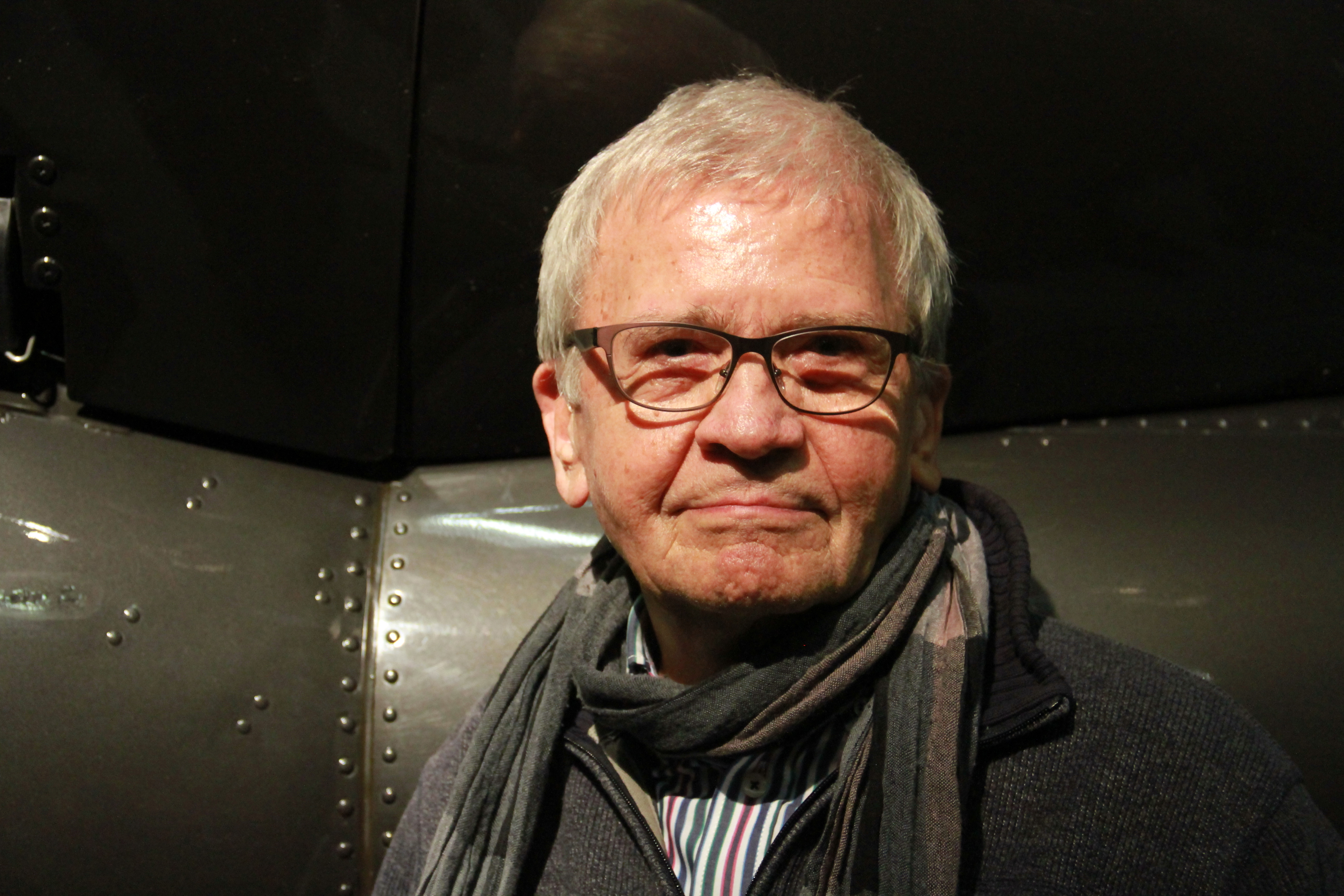
Jost Vacano en la reunión general anual de la Asociación Federal de Cinematografía, Hamburgo 2015

Ya al comienzo de su carrera, el diseño de imagen de Vacano se caracterizó por un trabajo de cámara extremadamente intenso. A lo largo de los años, fue desarrollando y perfeccionando aún más ese estilo que se basa en particular en trabajar con una cámara de mano o una steadicam . Los movimientos de cámara en Das Boot, que discurrían a lo largo del eje longitudinal del submarino, fueron un punto culminante en la época. Para estos movimientos de cámara, Vacano utilizó un giroscopio casero para transportar la cámara a través del barco sin que la imagen se tambaleara. Vacano desarrolló esta técnica en 1973 en colaboración con el director Roland Klick para la película Supermarkt. La Joosticam dinámica, como se llamó en Hollywood a la Steadicam de Vacano, es una parte fundamental en la película pues expresa perfectamente el estado de ánimo del protagonista que se encuentra en una constante huida.
Fiel al lema "Motion Pictures, son imágenes que se mueven", también dio un gran valor a la realización de imágenes dinámicas en los años siguientes. Hoy, Vacano también participa como conferenciante en la Formación de Jóvenes Profesionales de la Cámara. 
En 2003 Vacano fue uno de los miembros fundadores de la Academia Alemana de Cine.

## Disputa legal por pago adicional por "Das Boot"
Desde 2008, Vacano ha estado llevando a cabo una disputa legal sobre una compensación justa de conformidad con las leyes alemanas por el extraordinario éxito de la película Das Boot. La primera demanda interpuesta contra la productora Bavaria, usuaria de las licencias cinematográficas EuroVideo y WDR, tuvo que ser resuelta varias veces a lo largo de los años por el Tribunal de Distrito de Múnich y el Tribunal Regional Superior de Múnich tras un recurso ante el Tribunal Federal de Justicia con éxito, por lo que se anularon las sentencias hasta entonces dictadas.
Finalmente, en diciembre de 2017, el Tribunal Regional Superior de Múnich falló a favor de Vacano. Al que se le otorgó un monto total de alrededor de 600.000 euros, incluidos los intereses perdidos. En otra demanda contra SWR y las siete emisoras de ARD restantes, se reclama un total de 440.000 euros en pagos adicionales. 
Después de que los procedimientos de apelación ante el Tribunal Federal de Justicia también prosperaran y se anulara una sentencia dictada mientras tanto por el Tribunal Regional Superior de Stuttgart, aún queda pendiente una decisión final sobre este asunto. Sin embargo, la decisión de apelación del Tribunal Federal de Justicia ya se considera una "sentencia fundamental" de la que pueden beneficiarse camarógrafos, guionistas y directores de otras películas exitosas.  En abril de 2021, el Tribunal Federal de Justicia anuló la sentencia del Tribunal Regional Superior de Múnich de diciembre de 2017 por errores de cálculo, por lo que se requiere una nueva audiencia.
A principios de 2022, las productoras Bavaria Film y Eurovideo Medien acordaron con Vacano pagar unos 500.000 euros más por su trabajo como camarógrafo en la película Das Boot tras catorce años de disputa judicial. Siguieron el argumento de Vacano de que su tarifa en ese momento no era razonable. Vacano se mostró satisfecho porque para él, de esta manera, quedaba allanado el camino para la participación de los éxitos económicos futuros para otros coautores entre los cineastas ( montadores, escenógrafos o camarógrafos). 

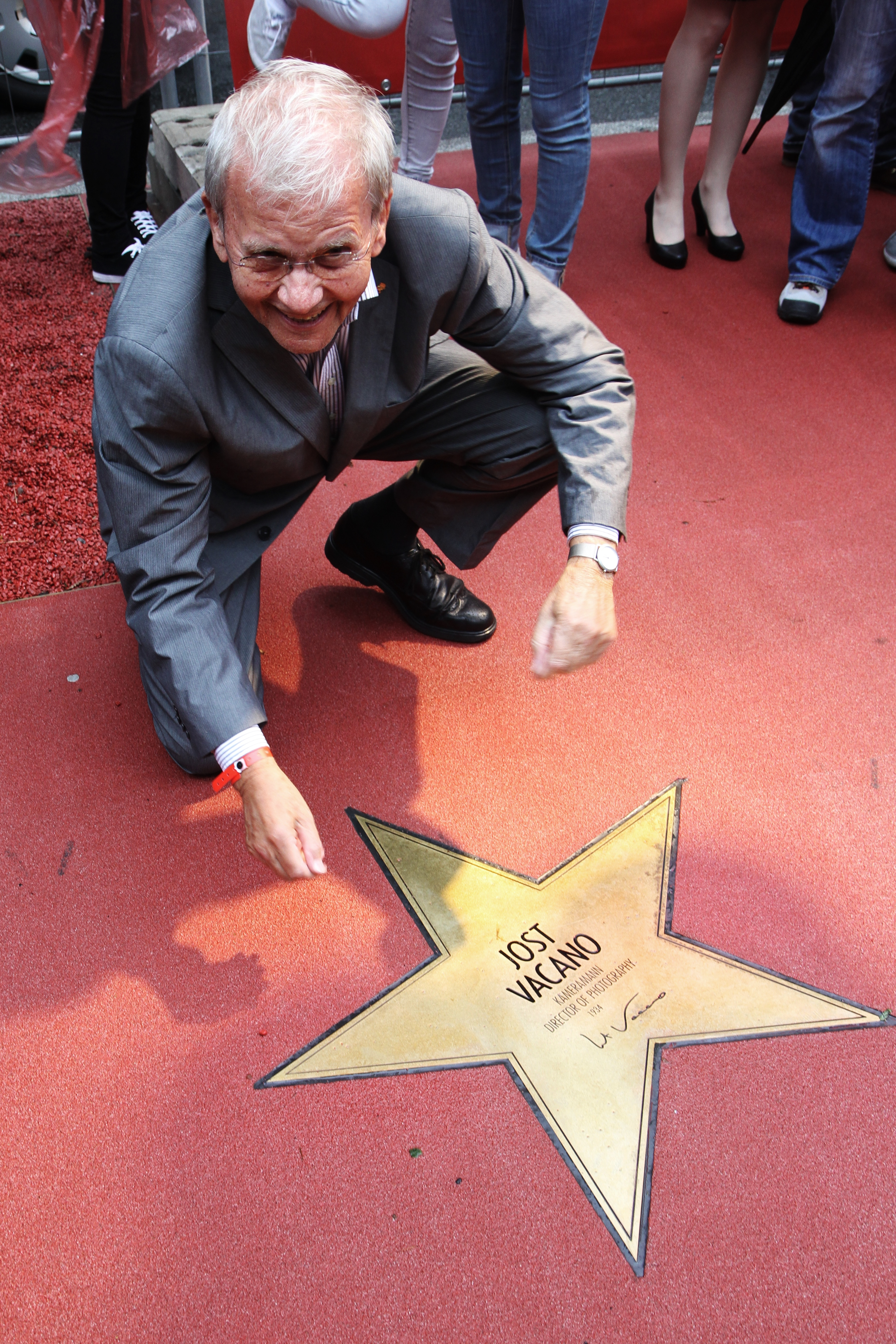
Inauguración de su estrella en el Paseo de La Fama (2011)